# Parlamentarism
|  | Konstitutionella monarkier där makten ligger hos parlamentet med en oberoende statschef (kung eller drottning). |

|  | Parlamentariska republiker där makten ligger hos parlamentet som står över statschef. |

|  | Parlamentariska republiker där regeringschefen och statschefen kombineras i person. |

Karta som visar olika statsskick.

Parlamentarism är ett statsskick där en regering är beroende av ett stöd ifrån ett parlament. Parlamentarism kan förekomma i konstitutionella monarkier och i republiker, och räknas ofta som en nödvändighet för ett demokratiskt statsskick (förutom presidentstyre). Ett annat demokratiskt statsskick är alltså presidentialism.

## Negativ respektive positiv parlamentarism
Parlamentariskt förtroende är en förutsättning för att en regering ska kunna verka i ett parlamentariskt system. Det finns två typer av parlamentariskt förtroende, positivt och negativt. Negativt parlamentariskt förtroende innebär att parlamentet har förtroende för regeringen så länge inte en majoritet av parlamentets ledamöter uttryckligen saknar förtroende. I ett sådant system är en regering tolererad så länge antalet negativa röster inte överstiger hälften, oavsett antalet positiva eller nedlagda röster. Positivt parlamentariskt förtroende innebär att en majoritet i parlamentet aktivt måste uttala sitt stöd för regeringen för att parlamentariskt förtroende ska föreligga, det vill säga fler som röstar för än emot. Sverige tillämpar negativ parlamentarism. Efter riksdagsvalet 2018 röstade exempelvis en relativ majoritet (115 ledamöter ja och 153 ledamöter nej) emot regeringen Löfven II, men eftersom 81 avstod eller var frånvarande fick inte nej-rösterna den absoluta majoritet som krävdes för att blockera regeringen från att tillträda.

## Parlamentarismens födelse, historia och orsaker
Parlamentarismens mönster brukar sägas komma från Storbritannien, och en klassiker inom dess statsskick är Walter Bagehots The English Constitution. Sedan dess födelse har emellertid parlamentarismen i de olika länderna tagit sig skilda uttryck. Det kan också vara adekvat att tala om grader av parlamentarism. 
Parlamentarismen behöver inte förutsätta att det parlament som har inflytande över regeringsmakten är demokratiskt valt i modern mening. När parlamentarism uppstod i Storbritannien och i Sverige under 1700-talet,  var parlamenten dominerade av aristokratin och av andra välbärgade personer från andra samhällsklasser.
I den svenska riksdagen, de så kallade riksständerna, som sammanträdde med jämna mellanrum till riksdag, var bönder och borgare tillsammans med adeln och prästeståndet representerade. Rösträtten tillkom endast män och graderades efter hur rik till exempel bonden var (hur mycket jord han ägde), vilket också gällde vid val till nämndemän i den lokala häradsrätten. I vissa socknar och delar av landet (till exempel Norrland) var dock inte skillnaderna mellan olika stora jordegendomar så väldigt stora. Jordegendomen avgjorde också hur mycket skatt bonden betalade.
Parlamentarism i modern betydelse innebär som regel att parlamentet är folkvalt, vilket underförstår att rösträtten är allmän. Bland annat därför brukar 1917 framhållas som året då parlamentarismen drevs igenom i Sverige, även om det fanns inslag av parlamentarism vid regeringens tillsättning vid unionsupplösningen 1905 och vid regeringens tillsättning 1909 och 1911. Kungamakten hade dessutom försvagats dessförinnan, till exempel genom statsministerämbetets införande år 1876. Under frihetstiden valde också riksdagen riksråden i riksrådet (regeringen). Riksrådet kunde också med en majoritet av dess ledamöter omintetgöra kungens beslutanderätt i rådet.
I de flesta fall har konstitutionella monarkier utvecklats till parlamentariska monarkier genom att monarkens befogenheter har begränsats alltmer; och slutligen i praktiken begränsas till att regeringen utses av riksdagen. Denna regering utövar sedan större och avgörande delen av regeringsmakten (i överensstämmelse med folksuveränitetsprincipen). Vanligen har parlamentets starka maktställning, till exempel över statsbudgeten och genom kontrollmakten över regeringen liksom andra historiska orsaker, bidragit till parlamentarismen, till exempel i Storbritannien, Norge, och andra länder. Som exempel infördes parlamentarismen i Norge 1884, genom att Stortinget lyckades fälla en regering i riksrätt. Med andra ord avgjorde parlamentets kontrollmakt saken.
Utveckling mot parlamentarism har vanligen skett genom att den har gått ditåt i praktiken (genom "praxis"). Ibland har utvecklingen också slutgiltigt kodifierats i konstitutionen, dvs. skrivits in där (till exempel i Sverige, Danmark och Spanien).

## Parlamentarism och demokratiska principer
Grundtanken med parlamentarismen är att regeringen åtminstone måste tolereras av folkrepresentationen eller någon av kamrarna i folkrepresentationen, om denna består av mer än en kammare. Röstas ett misstroendevotum igenom måste regeringen avgå. Regeringen sägs vara parlamentariskt ansvarig.
Parlamentarismen kan kombineras med folksuveränitetsprincipen, vilket innebär att all offentlig makt ska utgå direkt från folket. Så är fallet i Sverige enligt nuvarande regeringsform. Det svenska systemet har därvid på papperet närmat sig ett direkt styre av parlamentet, men har av tradition ändå behållit en stor makt hos regeringen. 
Parlamentarismen kan också kombineras med maktdelningsprincipen, där makten samsas mellan flera maktcentran, varav parlamentet bara är en av flera instanser. Maktdelning kan också vara mellan två kamrar inom parlamentet. Det vanligaste är ett partivalt parlament. 
Vanligen antas att parlamentet är folkvalt med allmän rösträtt, för att statsskicket ska kallas parlamentariskt, men att staten är demokratisk är egentligen inget krav för ett parlamentariskt system. Parlamentarismens princip rör förhållandena inom staten snarare än förhållandena mellan staten och medborgarna, och parlamentarismen utvecklades också i Storbritannien (och parallellt även i Sverige under frihetstiden) utan att parlamentet var demokratiskt valt i modern mening. Formellt är det alltså möjligt med parlamentarism utan att folkrepresentationens ledamöter är folkvalda, som i korporativismen, eller trots att bara en liten del av befolkningen har rösträtt, som i Sydafrika under apartheidtiden.

## Olika former av parlamentarism
I Frankrike har man sedan 1958 – vid införandet av Femte Republiken – en kombination av stark presidentmakt och parlamentarism, i en semipresidentialism. Detta innebär att staten både har en folkvald president och ett folkvalt parlament. Detsamma gäller statsskicken i Finland, Italien, Estland, Slovenien, med flera länder, fastän presidentens makt kan vara mer eller mindre ceremoniell.

## Formella kriterier på parlamentarism
För att en stat ska sägas vara parlamentarisk, förutsätter det att vissa formella kriterier uppfylls där. Fastän dikotomin mellan parlamentarism och presidentialism är vedertagen i statsvetenskapliga sammanhang, skiljer sig kriterierna åt för definitionen av parlamentarism mellan olika forskare. Det förekommer även att olika forskare är oense om huruvida vissa stater är parlamentariska eller semipresidentiella. Enligt en i Sverige spridd uppställning av Torbjörn Vallinder, måste fem kriterier uppfyllas för att en stat ska kallas parlamentarisk:
1. Statschefen innehar ceremoniella uppgifter och saknar reell politisk makt (förekommer inte i alla stater, exempelvis inte i semipresidentiella system).
2. Regeringen innehar den verkställande makten.
3. Regeringen får sin legitimitet och myndighet genom folkrepresentationens godkännande och förlorar makten om parlamentet med en majoritet förklarar sitt misstroende, bland annat genom att inte godta ett förslag som regeringen tycker är viktigt, så kallad kabinettsfråga.
4. Regeringen kan vanligen som motdrag (ibland under vissa förhållanden) upplösa folkrepresentationen, och utlysa nyval. I Norge är detta ej möjligt. I Sverige har det inte skett sedan regeringen utlyste ett extra val 1958.
5. Domstolarna har ingen eller ringa politisk makt (denna roll kan dock skilja sig avsevärt i länder med anglosaxiskt rättssystem (common law) från länder med kontinentaleuropeiskt rättssystem).

Beroendeförhållandet mellan den verkställande och den lagstiftande makten brukar traditionellt sägas vara essentiell. En sådan definition brukar utgå från huruvida dessa maktinstanser kännetecknas av maktfusion som i parlamentariska system, eller maktdelning, som i presidentialism. Under senare år har det dock, med stöd av Montesquieu, höjts röster som tillbakavisar att parlamentariska stater som Storbritannien inte skulle kunna sägas ha maktdelning. Andra minimalistiska klassifikationer bygger på huruvida regeringens överlevnad ligger i händerna på presidenten eller på parlamentet. Parlamentarismen har också sagts kännetecknas av att den verkställande makten är ett kollektiv (ett regeringskollegium), och att statschefen och regeringschefen är åtskilda befattningar (att det finns en premiär- eller statsminister, och därtill en monark eller president). En uppställning kriterier kan alltså se ut på ett annat sätt än Vallinders:
1. Statschefen är vanligen inte direktvald (men kan vara det, till exempel i Finland, Frankrike och Ryssland).
2. Regeringschefen eller regeringen kan upplösa parlamentet.
3. Statschefen har ingen avgörande utan en mer ceremoniell myndighet i regeringsbildningen.
4. Regeringen får sin legitimitet genom omröstning och godkännande av parlamentet.
5. Statschefen kan inte föreslå lagändringar, eller lägga in veto i lagstiftningsprocessen.
6. Regeringen måste avgå om den förlorar en misstroendevotering i parlamentet.

Med sådana kriterier är det möjligt att gradera stater efter deras presidentialism eller parlamentarism, i stället för att se stater som nödvändigtvis det ena eller det andra.

## Grunderna för svensk parlamentarism fram till enkammarriksdagens införande
Sverige hade en form av rudimentär parlamentarism under frihetstiden på 1700-talet, men riksdagens ensamma maktställning gick förlorad i samband med Gustaf III:s statskupp 1772, som lagstadgade maktdelningsprincipen.
I början av 1900-talet började en praxis om parlamentarism utvecklas med tillsättandet av Christian Lundebergs regering 1905 och Karl Staafs första regering senare samma år. Borggårdskrisen 1914 och de besvär som det snart därefter utbrutna första världskriget medförde för landet, innebar på olika sätt bakslag för principen. Det skulle dröja till 1920-talet, när den allmänna rösträtten hade införts, innan parlamentarismen kan ses som en klart utbildad konstitutionell praxis i Sverige.
I Sverige krävdes båda kamrarnas förtroende (jämför tvåkammarriksdag) ända fram till enkammarriksdagens införande. Det till skillnad från Storbritannien och en rad andra länder, till exempel Nederländerna, Frankrike, Österrike, Tyskland, Japan m.fl., som tillämpar så kallad andrakammarparlamentarism eller underhusparlamentarism. Detta eftersom i Sverige båda kamrarnas förtroende krävdes för att fatta beslut om statsbudgeten, vilket är grundvalen för en parlamentarisk regeringspolitik. I andra länder kan den ena kammaren nämligen också ha ett avgörande inflytande över statsbudgeten, som till exempel i Frankrike, Österrike, Tyskland, Japan m.fl.).
Det som avgjorde parlamentariskt förtroende i Sverige var att om kamrarna var oeniga om statsbudgeten förrättades en gemensam omröstning. I denna omröstning fattade majoriteten av riksdagens samtliga ledamöter i båda kamrarna slutgiltigt beslut. Det ledde till att Tage Erlander kunde sitta kvar som statsminister efter andrakammarvalet 1956 trots förlorad majoritet för den socialistiska sidan i Andra kammaren (den direktvalda kammaren). Första kammaren som utsågs av landstingen dominerades nämligen fortfarande av främst socialdemokraterna. Det gällde även i viss mån valen 1948 och 1952 eftersom Socialdemokraterna inte ville bilda majoritet med Vänsterpartiet kommunisterna. Istället bildade socialdemokraterna koalition med Bondeförbundet från 1951 fram till extravalet 1960.

## Parlamentarismen i Finland
Finland var en del av Sverige under frihetstiden och hade alltså samma del i den parlamentarism som då utvecklades. Några av de mest tongivande svenska riksdagsledamöterna då var från Finland.
Under den ryska tiden upprättades en lantdag för Storfurstendömet Finland, som från och med 1905 valdes med allmän och lika rösträtt. Därefter kom parlamentarismen att råda även i Finland, särskilt efter att självständighet 1917 hade uppnåtts och lantdagen bytte namn till riksdag när 1919 års regeringsform antogs. I nuvarande grundlag från 2000 är parlamentarismen konstitutionellt fastställd.